# Valmont (Moselle)
Valmont település Franciaországban, Moselle megyében. Lakosainak száma 2951 fő (2022. január 1.). Valmont Altviller, Folschviller, Lachambre, Macheren és Saint-Avold községekkel határos.

## Népesség
A település népessége az elmúlt években az alábbi módon változott:
| Lakosok száma | 3255 | 3203 | 3295 | 3131 | 3075 | 3019 | 2976 | 2945 | 2951 |
|               | 2013 | 2015 | 2016 | 2017 | 2018 | 2019 | 2020 | 2021 | 2022 |